# Список объектов культурного наследия Элисты

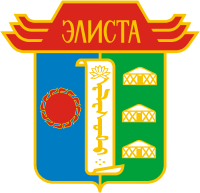

Объект культурного наследия России федерального и местного значения на территории города Элиста, Калмыкия.
Причисление памятника культуры к объекту культурного наследия Калмыкии регулируется законом от 26 декабря 2006 года N 329-III-З «Об объектах культурного наследия (памятниках истории и культуры) в Республике Калмыкия» с изменениями от 24 июня 2010 года. 7 мая 2009 года Народный Хурал (Парламент) Калмыкии утвердил список объектов культурного наследия Республики Калмыкия. 28 апреля 2012 года в реестр были внесены изменения.
Цвета в таблице обозначают:
| Цвет | Типология                           |
| ---- | ----------------------------------- |
|      | памятники архитектуры               |
|      | памятники истории                   |
|      | памятники монументального искусства |

## Перечень
| Код                                     | Объект                                                                                                 | Дата постройки | Адрес                                                           | Чем занят                    | Год включения в реестр                                                                        | Изображение |
| --------------------------------------- | --- | -------------- | --------------------------------------------------------------- | ---------------------------- | --------------------------------------------------------------------------------------------- | ----------- |
| 288                                     | Красная школа                                                                                          | 1907           | ул. Ленина, 201А                                                | Интернат дневного пребывания | 7 мая 2009 года                                                                               |             |
| 289                                     | Городская поликлиника                                                                                  | 1938           | ул. Ленина, 227                                                 | Действующая поликлиника      | 7 мая 2009 года                                                                               |             |
| 290                                     | Кинотеатр «Родина»                                                                                     | 1939           | ул. Пушкина, 22                                                 | Кинотеатр и культурный центр | 7 мая 2009 года                                                                               |             |
| 291                                     | Бюст С. М. Кирова                                                                                      | 1950           | ул. Кирова                                                      |                              | 7 мая 2009 года                                                                               |             |
| 292                                     | Обелиск погибшим танкистам в годы Великой Отечественной войны                                          | 1950           | Городское кладбище                                              |                              | 7 мая 2009 года                                                                               |             |
| 293                                     | Мемориальный комплекс героев Гражданской и Великой Отечественной войн                                  | 1950           | Парк Дружба                                                     |                              | 7 мая 2009 года                                                                               |             |
| 294                                     | Мозаичное панно                                                                                        | 1967           | Железнодорожный вокзал                                          |                              | 7 мая 2009 года                                                                               |             |
| 295                                     | Ансамбль Памяти воинов 28 Армии                                                                        | 1968           | Въезд в город с северо-восточной стороны                        |                              | 7 мая 2009 года                                                                               |             |
| 296                                     | Обелиск жертвам фашизма, партизанам и мирным жителям, расстрелянным в годы Великой Отечественной войны | 1968           | Балка «Гашун»                                                   |                              | 7 мая 2009 года                                                                               |             |
| 337                                     | Памятник В. И. Ленину                                                                                  | 1970           | Площадь Ленина                                                  |                              | 7 мая 2009 года                                                                               |             |
| 338                                     | Памятник «Бортха»                                                                                      | 1971           | Парк «Дружба»                                                   |                              | 7 мая 2009 года                                                                               |             |
| 339                                     | Панно «Цвети, Калмыкия!»                                                                               | 1972           | Парк «Дружба»                                                   |                              | 7 мая 2009 года                                                                               |             |
| 340                                     | Памятник Оке Городовикову                                                                              | 1976           | 4-й микрорайон                                                  |                              | 7 мая 2009 года                                                                               |             |
| 341                                     | Бюст В. И. Ленина                                                                                      | 1979           | ул. Буденного около здания Элистинского автодорожного техникума |                              | 7 мая 2009 года                                                                               |             |
| 342                                     | Панно «Джангар»                                                                                        | 1990           | ул. Джангара, 11. Здание Театра юного зрителя «Джангар»         |                              | 7 мая 2009 года                                                                               |             |
| 343                                     | Ансамбль «Джангарчи Ээлян Овла»                                                                        | 1990           | Парк «Дружба»                                                   |                              | 7 мая 2009 года                                                                               |             |
| 344                                     | Памятник жертвам сталинского геноцида                                                                  | 1992           | ул. Пушкина, 22. Около кинотеатра «Родина»                      |                              | 7 мая 2009 года                                                                               |             |
| 345 — 346                               | Дом советов                                                                                            | 1932           | ул. Пушкина, 11                                                 | Первый корпус КГУ            | 4 декабря 1974 года — объект федерального значения 7 мая 2009 года — объект местного значения |             |
| Логотип конкурса «Вики любит памятники» | Объект культурного наследия: № 0810001000                                                              |                |                                                                 |                              |                                                                                               |             |

## Источник
- Постановление Народного Хурала (Парламента) Республики Калмыкия от 7 мая 2009 г. N 226-IV «Об утверждении Списка объектов культурного наследия Республики Калмыкия».